# Mosteiro dos Milagres
O Mosteiro dos Milagres (em armênio/arménio: Սքանչելագործ, Sk’anč’elagorc), Mosteiro do Protetor (, Erašχavor) ou Mosteiro de Arzica é um mosteiro armênio arruinado nas colinas a 3,5 quilômetros a noroeste de Adiljevaz, na província de Bitlisse, na Turquia, ao norte do lago de Vã. O mosteiro era subordinado em importância na região de Vã aos mosteiros mais importantes Lim, Quetuse e Varaque.

## História
Em 1950, em seu livro sobre a história e geografia da região, Levon Kazanjian enfatizou a relevância do mosteiro. Sua construção parece ter ocorrido no final do século VII ou início do século VIII, no distrito (gavar) de Besnúnia, na província da Turuberânia. Fica perto da antigo sítio urartiano que deu origem à cidade de Adiljevaz e de onde foram removidas pedras à sua construção. Fica a uma altitude de 2 011 metros acima do nível do mar. Segundo a tradição, um fragmento da manjedoura do menino Jesus foi mantido aqui. O mosteiro foi mencionado em meados do século VIII nos Atos dos Mártires, onde se afirmou que Vaanes de Coltena esteve ali. Segundo alguns manuscritos, a consagração do rei Asócio I (r. 885–893) ocorreu ali.
É possível que o nome anterior do mosteiro fosse Santo Protetor (Surp Erašχavor). O nome do mosteiro é tirado da presença de certas relíquias famosas no local que se acreditava terem poderes de cura. Até por volta do século XIV, uma relíquia chamada de 'Santo Emblema da Guerra' curava os peregrinos no mosteiro. Esta relíquia foi então substituída por um pedaço de um caldeirão de bronze, que os monges supuseram ter sido usado para lavar Cristo após seu nascimento, mas era mais provável que fosse um pedaço de um caldeirão urartiano.
No século XV, o mosteiro contava como um scriptorium foi um centro de escrita e vários manuscritos foram copiados, sobretudo evangelhos. O famoso historiador Tomás de Metsofe. Foi o local de nascimento do poeta e cantor Jacó Netrarense (século XV). A Crônica de Moisés de Arzica foi encontrada num tesouro de manuscritos do Mosteiro de Amirdol em Bitlisse. Sua igreja tinha uma cúpula. Dele restam a abside e as paredes do muro ao redor.
Em 1893, um terremoto atingiu Adiljevaz, causando danos às casas próximas, embora não se saiba se o mosteiro também foi afetado. O mosteiro já havia reclamado sobre roubos de igrejas armênias por curdos locais de Haidaranle quando em 1895 foi atacado e saqueado por curdos que participavam dos massacres hamidianos. Os edifícios do mosteiro foram restaurados pelo monge Eliseu após uma decisão em 1902 do conselho diocesano de Vã, e o último abade antes do início do genocídio armênio de 1915 foi chamado de padre Magar.